# Кюрсья-Донгалон
Кюрсья́-Донгало́н (фр. Curciat-Dongalon) — коммуна во Франции, находится в регионе Рона — Альпы. Департамент — Эн. Входит в состав кантона Сен-Тривье-де-Курт. Округ коммуны — Бурк-ан-Брес.
Код INSEE коммуны — 01139.

## География
Коммуна расположена приблизительно в 340 км к юго-востоку от Парижа, в 85 км севернее Лиона, в 31 км к северу от Бурк-ан-Бреса.
По территории коммуны протекают реки Сан-Морт и Сан-Вив.

## Климат
Климат полуконтинентальный с холодной зимой и тёплым летом. Дожди бывают нечасто, в основном летом.

## История
Первое упоминание о деревне относится к X веку.

## Население
Население коммуны на 2010 год составляло 456 человек.
| 1962 | 1968 | 1975 | 1982 | 1990 | 1999 | 2010 |
| ---- | ---- | ---- | ---- | ---- | ---- | ---- |
| 773  | 725  | 575  | 512  | 449  | 406  | 456  |

## Администрация
| Период | Период | Фамилия          | Партия | Примечания |
| ------ | ------ | ---------------- | ------ | ---------- |
| 1995   | 2001   | Жоэль Ломбар     |        |            |
| 2001   | 2008   | Клод Пако        |        |            |
| 2008   | 2020   | Мари-Лора Клаппа |        |            |

## Экономика
В 2010 году среди 249 человек трудоспособного возраста (15—64 лет) 197 были экономически активными, 52 — неактивными (показатель активности — 79,1 %, в 1999 году было 72,2 %). Из 197 активных жителей работали 182 человека (103 мужчины и 79 женщин), безработных было 15 (8 мужчин и 7 женщин). Среди 52 неактивных 9 человек были учениками или студентами, 23 — пенсионерами, 20 были неактивными по другим причинам.

## Достопримечательности
- Усадьба Мальмон. Исторический памятник с 1990 года[4]

## Фотогалерея

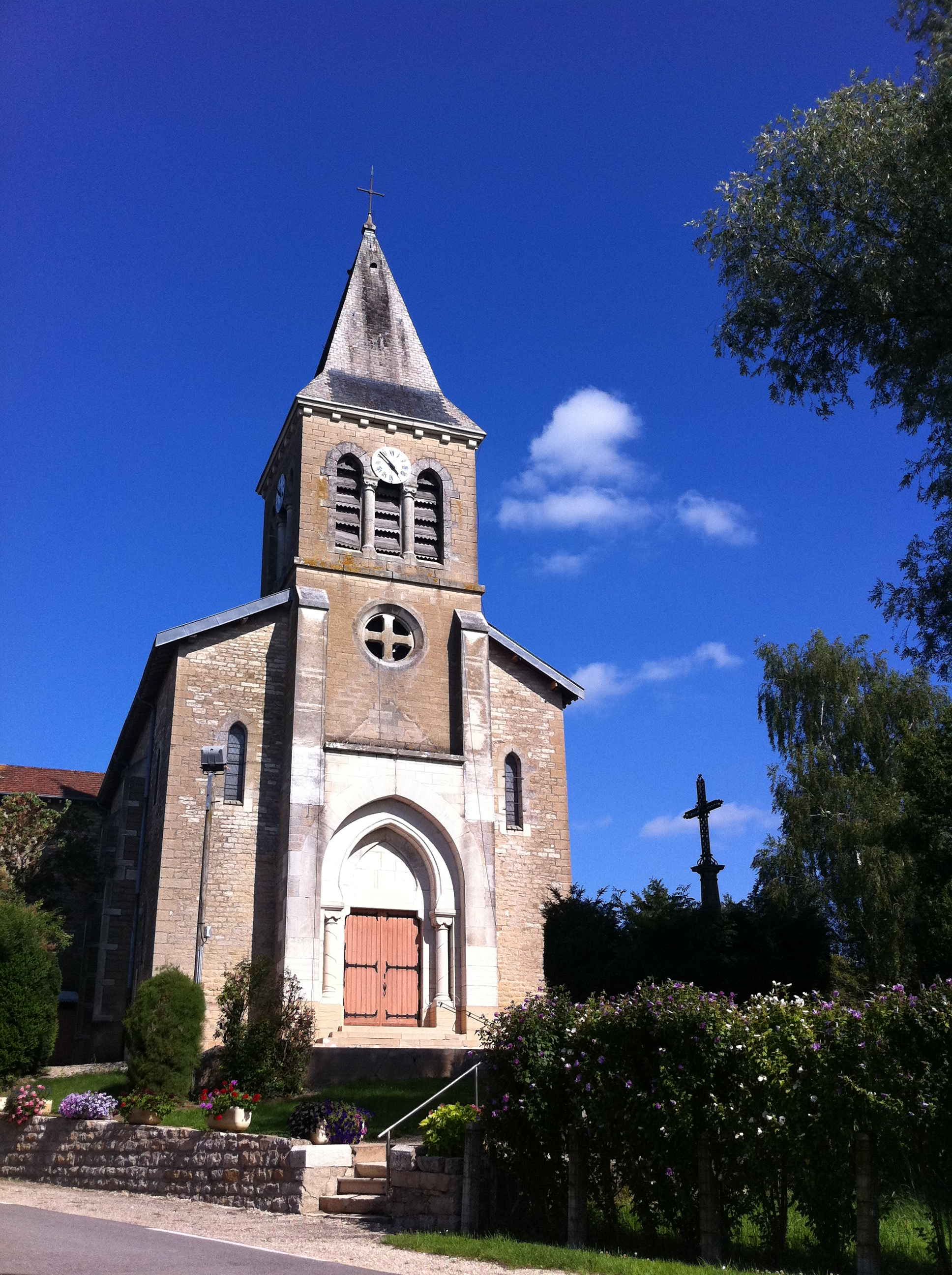
Церковь Св. Лаврентия
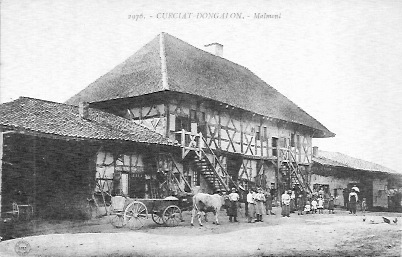
Усадьба Мальмон (почтовая открытка, 1900 год)
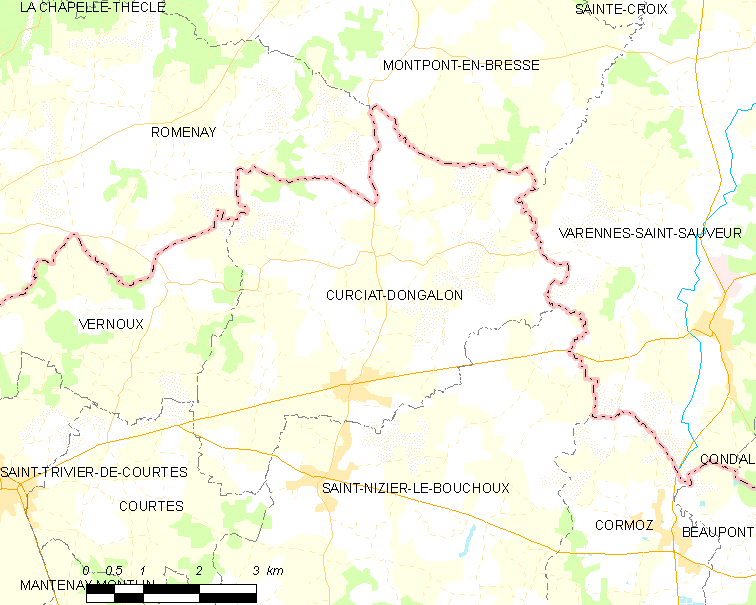
Карта коммуны